# Новичок (фильм, 1990)
«Новичо́к» (англ. The Rookie) — фильм в жанре buddy cop movie Клинта Иствуда 1990 года. Фильм не окупился в прокате и получил низкие оценки критики.

## Сюжет
Ник Пуловски (Клинт Иствуд) — полицейский-ветеран, известный тем, что обучаемых им новобранцев в конце концов убивают. Его карьера не очень успешна, и он хватается за подвернувшуюся возможность прервать деятельность преступной группировки, занимающейся кражей автомобилей, когда узнаёт, что человек по имени Стром (Рауль Хулиа) является её главарём.
После убийства очередного напарника Пуловски отстраняют от дела и назначают ему нового новичка, Дэвида Акермана (Чарли Шин). Несмотря на отстранение, Пуловски продолжает заниматься расследованием. Акерман не уверен в том, что ему следует делать в данной ситуации, поскольку испытывает страх после произошедшего в детстве инцидента, в результате которого из-за него погиб его младший брат.
Пуловски и Акерману поручают предотвратить очередную операцию по краже автомобилей, планируемую Стромом и его правой рукой Лисл. Пуловски оказывается схвачен, и Акерману предстоит освободить его. До того как ему это удается сделать, Лисл под дулом пистолета привязывает Пуловски к стулу и насилует его. Всё это она снимает на плёнку.
После того, как Акерман в конце концов освобождает Пуловски, они оба присоединяются к остальной команде для того, чтобы выполнить задание. Напарники продолжают преследование банды Строма и в итоге настигают преступников в аэропорту.
В концовке Пуловски уже командует участком, а Акерману назначают напарника.

## В ролях
- Клинт Иствуд — Ник Пуловски
- Чарли Шин — Дэвид Акерман
- Рауль Хулиа — Стром
- Соня Брага — Лисл
- Том Скерритт — Юджин Акерман
- Лара Флинн Бойл — Сара
- Пепе Серна — лейтенант Рэй Гарсиа
- Марко Родригес — Локо
- Пит Рэндалл — Крус
- Донна Митчелл — Лаура Акерман
- Ксандер Беркли — Блэквелл
- Тони Плана — Моралес
- Дэвид Шеррилл — Макс
- Хал Уильямс — Пауэлл
- Ллойд Нельсон — байкер
- Мэтт МакКензи — инспектор Вонг

Ник Пуловски схож с другим персонажем Клинта Иствуда — Грязным Гарри Каллаханом. Гарри также имеет репутацию копа, чьи напарники, как правило, оказываются убиты, как и его враги-преступники.